# Roccellodea
Roccellodea nigerrima — вид грибів, що належить до монотипового роду  Roccellodea. Відповідно до Основ Аскомікот, розміщення в цій родині є невизначеним.